# David Alexander
David Alexander, född 21 april 1907 i Shelbyville i Kentucky, död 21 mars 1973, var en amerikansk författare och journalist.
Alexander skrev femton detektivromaner, av vilka de åtta mest kända har Bart Hardin som huvudperson. Romanerna beskriver målande 1950-talets Broadway och Times Square i New York. Alexander skapade självsvåldiga, övertygande intriger med färgstarka gestalter.

## På svenska
- Fjärilsmordet (The Murder of Whistler's Brother, 1956, i översättning av Caj Lundgren) (Jaguarbok, Wennerberg, 1960)